# Douglas Altman
Douglas G. Altman (ur. 12 lipca 1948 w Londynie, zm. 3 czerwca 2018 w Oksfordzie) – brytyjski naukowiec, specjalista w dziedzinie statystyki medycznej, profesor Uniwersytetu Oksfordzkiego (Centre for Statistics in Medicine, CSM), lider międzynarodowych starań o zwiększenie wiarygodności wyników eksperymentów klinicznych (zob. randomized controlled trial, RCT), które zainicjował w 1994 roku tekstem pt. The scandal of poor medical research, współtwórca Grupy i Deklaracji CONSORT, EQUATOR Centre, COMET Initiative, autor artykułów naukowych o rekordowej liczbie cytowań.

## Życiorys

### Dzieciństwo i studia

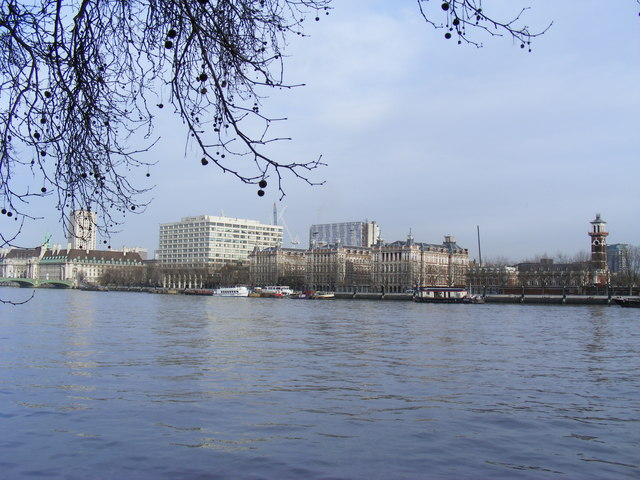
St Thomas's Hospital

Urodził się w północnej części Londynu (North London), w należącej do klasy średniej rodzinie pochodzenia żydowskiego. Uczęszczał do szkoły w Londynie. W wieku 9 lat (przedwcześnie) został uczniem renomowanej szkoły dla chłopców w Elstree. Był fanem Arsenal F.C. Jego statystyczna analiza osiągnięć „Kanonierów” zwróciła uwagę klubu, gdy miał 14 lat. Konieczność powtarzania programu jednej z klas sprawiła, że mógł uczestniczyć w nowym kursie matematyki i statystyki. Wszyscy czterej uczestnicy tego kursu odnieśli w przyszłości sukcesy w dziedzinie statystyki, a dwóch – Altman i Tony O’Hagan – zostało profesorami.
W latach 1967–1970 studiował statystykę na uniwersytecie w Bath (University of Bath), a następnie był studentem Medical School w St Thomas's Hospital w Londynie (1970–1977).

### Praca zawodowa
Pracował naukowo i zajmował się edukacją w dziedzinie statystyki medycznej w: 

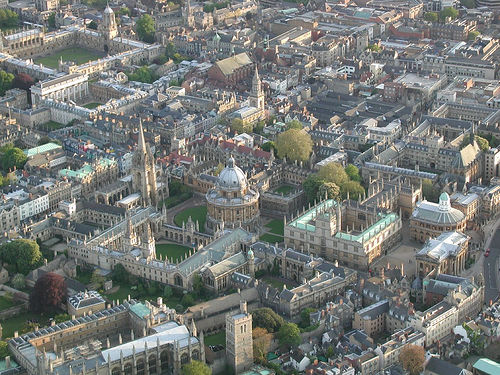
Oksford

- 1977–1988 – centrum badawczym w Northwick Park (MRC[e] Clinical Research Centre)
- 1988–1995 – Cancer Research UK[12]
- 1995–2018 – Uniwersytet Oksfordzki (stanowisko profesora statystyki), Centre for Statistics in Medicine[13].

W 1970 roku otrzymał tytuł Fellow Royal Statistical Society. Był w latach 1983–1985 sekretarzem sekcji medycznej RSS, a w następnych latach m.in. przewodniczącym tej sekcji (1992–1994), członkiem zarządu RSS (1994–1999) i przewodniczącym Oxford Local Group (2005–2006). W 2011 roku został wyróżniony tytułem Fellow Academy of Medical Sciences. 
Prowadził aktywną działalność międzynarodową, m.in. jako inicjator i uczestnik:
- Cochrane Collaboration[g] – międzynarodowa organizacja non-profit, która gromadzi wiarygodne wyniki badań klinicznych, tworząc bazy danych (Biblioteki Cochran), ułatwiające przeglądy systematyczne (podstawa EBM, „medycyny opartej na faktach”)
- CONSORT (Consolidated Standards Of Reporting Trials) – międzynarodowa grupa i przygotowywany przez nią zestaw zaleceń dla autorów raportów z badań klinicznych
- EQUATOR[h]  (Enhancing the QUAlity and Transparency Of health R) – międzynarodowa sieć (centra: Uniwersytet Oksfordzki, Bond University, Université de Paris V i Ottawa Hospital Research Institute[i]), utworzona w celu podnoszenia świadomości znaczenia poprawnego raportowania wyników badań, rozpowszechnianiu wytycznych opracowywania raportów, monitorowania ich jakości i pomocy w ich opracowywaniu[5][6]
- COMET Initiative (Core Outcome Measures in Effectiveness Trials) – grupa  zajmująca się gromadzeniem, opracowywaniem i stosowaniem uzgodnionych standardowych „podstawowych zestawów wyników” (COS, Core Outcome Sets), stanowiących minimum w czasie eksperymentów klinicznych, ale odpowiednich również w czasie innych badań, audytów klinicznych i rutynowej opieki medycznej[7]
- STROBE – The STrengthening the Reporting of OBservational Studies in Epidemiology[15][16]

Był Founding Editor czasopisma Trials. Przez ponad 20 lat pełnił funkcję głównego doradcy do spraw statystyki w redakcji The BMJ (czasopismo o zasięgu globalnym). Uczestniczył w licznych  międzynarodowych konferencjach naukowych. 

## Tematyka badań i publikacje
Głównym celem D.R. Altmana było podnoszenie standardów badań medycznych z zastosowaniem wszystkich dostępnych technik, od wykładów i publikacji edukacyjnych (w tym podręczników) do globalnych inicjatyw i wytycznych postępowania w dziedzinie statystyki medycznej. Stał się jednym z najczęściej cytowanych autorów publikacji naukowych (ponad 360 tys. cytowań w Google Scholar, 950 wyników wyszukiwania w bazie PubMed, h-index 208). 

Przykład zależności wagi urodzeniowej od wieku ciążowegou11

Od 1970 roku prowadził badania w MRC Clinical Research Centre, m.in. dotyczące rozwoju dziecka w okresie prenatalnym. Opracował m.in. artykuły:
- 1979 – Estimation of gestational age at birth--comparison of two methods[20]
- 1980 – Comparing methods of assessing gestational age[21]

W 1982 roku Sheila M. Gore i Douglas G. Altman opublikowali zbiór Statistics in Practice: Articles Published in the British Medical Journal, złożony z dwóch części: Statistics in Question (S.M. Gore) i Statistics and Ethics in Medical Research (D.G. Altman). W 1990 roku ukazało się pierwsze wydanie książki D.G. Altmana pt. Practical Statistics for Medical Research, wznawianej w latach 2001, 2008, 2013, 2014 i sprzedanej w ponad 50 tys. egzemplarzy. 
W 1994 roku Altman rozpoczął, wspólnie z Martinem Blandem, redagowanie w The BMJ popularnej serii „Statistics Notes” oraz zamieścił artykuł redakcyjny pt. The scandal of poor medical research, który zyskał bardzo duży oddźwięk. Po 20 latach został umieszczony przez uczestniczących w jubileuszowej ankiecie czytelników czasopisma na czele listy artykułów, z których redakcja może być dumna. 
Współautorami licznych innych publikacji naukowych D.G. Altmana byli specjaliści z różnych krajów, a najczęściej:
- David Moher[l], University of Ottawa
- Kenneth F. Schulz, School of Medicine w University of North Carolina (UNC) i Family Health International (FHI 360)
- John Martin Bland, University of York[30]
- Peter Christian GØtzsche, Institute for Scientific Freedom Nordic Cochrane Centre, Kopenhaga
- Gary S. Collins, NHS Foundation Trust[m]
- Sally Hopewell, Uniwersytet Oksfordzki

Martin Bland i Douglas Altman byli współpracownikami przez ponad 30 lat. Opublikowali wspólnie ok. 100 artykułów naukowych, m.in. 

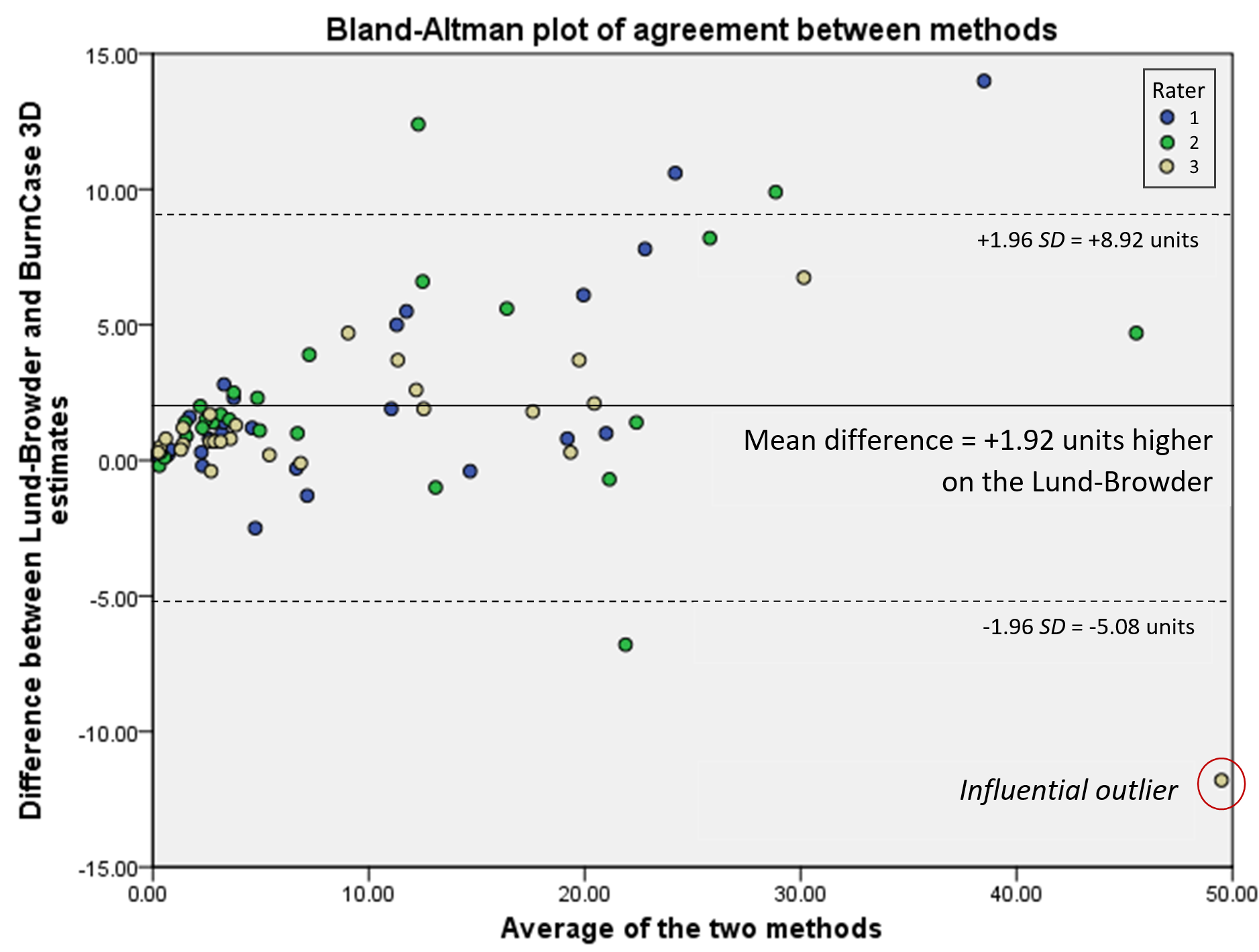
Wykres Blanda-Altmanau10

- Measurement in Medicine: The Analysis of Method Comparison Studies (1983)[31]
- Statistical Methods for Assessing Agreement Between Two Methods of Clinical Measurement (1986)[32] (cytowany ok. 30 tys. razy[33])
- Comparing methods of measurement: why plotting difference against standard method is misleading (1995)[34]
- Comparisons against baseline within randomised groups are often used and can be highly misleading (2011)[35]

Poszukiwania metod pomiarów medycznych, gwarantujących wiarygodność ich wyników, D.R. Altman prowadził we współpracy z innymi współtwórcami i członkami Cochrane Collaboration i podobnych organizacji. Ze współautorami kolejnych wersji stopniowo aktualizowanej Deklaracji CONSORT i innymi współpracownikami opublikował np.:
- 1995 – Systematic reviews[36], D.G. Altman, I. Chalmers[o][37]
- 2000 – Systematic Reviews in Health Care: Meta-Analysis in Context[24] (wyd. 2001, 2001, 2008, 2013, 2014, sprzedane w ponad 50 tys. egzemplarzy)[14], Matthias Egger[p], George Davey-Smith[q], Douglas Altman
- 2001 – The CONSORT statement: revised recommendations for improving the quality of reports of parallel group randomized trials[38], David Moher, Kenneth F. Schulz, Douglas G. Altman
- 2004 – CONSORT statement: extension to cluster randomised trials[39], M.K. Campbell, D.R. Elbourne, D.G. Altman
- 2010 – CONSORT 2010 statement: updated guidelines for reporting parallel group randomised trials[4], Schulz K.F., Altman D.G., Moher D.
- 2012 – CONSORT 2010 Explanation and Elaboration: Updated Guidelines for Reporting Parallel Group Randomised Trials[40], David Moher, Sally Hopewell, Kenneth F. Schulz, Victor Montori, Peter C. Gøtzsche, P.J. Devereaux, Diana Elbourne, Matthias Egger, Douglas G. Altman

W 2001 roku, po kilkudziesięciu latach wysiłków edukacyjnych stwierdzono, że RCT często nadal nie są odpowiednio zgłaszane, a publikacja wyników fałszywie dodatnich nadal sprzyja nieetycznym praktykom. Przytoczono przykład opisów badań skuteczności selektywnych inhibitorów wychwytu zwrotnego serotoniny jako strategii pierwszego rzutu w leczeniu depresji. Spośród 122 ocenianych artykułów tylko jeden zawierał prawidłowy opis przebiegu etapu randomizacji. Utrudnia to, a często uniemożliwia interpretację testów. Okazała się konieczna dalsza intensywna działalność EQUATOR Network.

## Wyróżnienia
- 1970 – Fellow Royal Statistical Society
- 1997 – Bradford Hill Medal od Royal Statistical Society
- 2011 – Fellow Academy of Medical Sciences
- 2015 – BMJ Lifetime Achievement Award
- 2015 – Doktor honoris causa Uniwersytetu w Utrechcie[42]

## Życie rodzinne
Z żoną, Sue, miał córkę Louise i syna Edmunda. Zmarł 3 czerwca 2018 roku. Przyczyną śmierci był rak jelita grubego.